# Breitlauihorn
Breitlauihorn är en bergstopp i Schweiz. Den ligger i distriktet Visp och kantonen Valais, i den centrala delen av landet. Toppen på Breitlauihorn är 3 655 meter över havet.
Terrängen runt Breitlauihorn är huvudsakligen mycket bergig. Den högsta punkten i närheten är Breithorn, 3 785 meter över havet, 1,2 km nordost om Breitlauihorn.
Trakten runt Breitlauihorn består i huvudsak av kala bergstoppar och isformationer.